# Evil Player
Evil Player —  быстрый, мощный и лёгкий в использовании аудиоплеер с закрытым исходным кодом для 32-битных операционных систем Microsoft Windows.

## Описание
Главное окно проигрывателя схоже с плей-листом другого популярного проигрывателя WinAmp, управлять которым можно с помощью горячих клавиш или команд, которые находятся в контекстном меню, поддерживает большое количество популярных форматов файлов мультимедиа, а также большое количество обложек, имеет небольшой размер и оптимизирован для быстрого запуска, а также на минимальную нагрузку на ресурсы системы, поддерживает плагины (в том числе от известной аудиобиблиотеки BASS), включает многоязычный интерфейс, а также поддерживает потоковое аудио SHOUTcast и Icecast.

## Возможности
- Воспроизведение распространённых аудиоформатов (WAV, OGG, MP1, MP2, MP3, MOD, XM, IT, S3M, MTM, UMX, MO3).
- Гибкий и простой в использовании.
- Поддержка плагинов BASS.
- Минимальное потребление системных ресурсов.
- Визуальные темы.
- Поддержка потокового аудио (SHOUTcast и Icecast).
- Запись SHOUTcast.
- Поддержка Last.fm.
- Абсолютно бесплатен для коммерческого и некоммерческого использования.